# Bundesrat (Schweiz)
Der Bundesrat (abgekürzt BR; französisch Conseil fédéral, CF; italienisch Consiglio federale, CF; rätoromanisch Cussegl federalⓘ, CF) ist die Regierung der Schweizerischen Eidgenossenschaft und gemäss Art. 174 der Bundesverfassung die «oberste leitende und vollziehende Behörde des Bundes». Bundesrat und Bundesverwaltung bilden zusammen die Exekutive der Schweiz auf Bundesebene. Der Bundesrat als Ganzes (und nicht der Bundespräsident) übt auch die protokollarischen Funktionen aus, die in anderen Ländern dem Staatsoberhaupt obliegen.
Der Bundesrat besteht aus sieben gleichberechtigten, von der Vereinigten Bundesversammlung fest auf vier Jahre gewählten Mitgliedern. Jedes Mitglied steht einem Eidgenössischen Departement vor, jedoch sind alle Mitglieder für die Regierungsarbeit gemeinsam verantwortlich. Zwei Mitglieder sind jeweils für die Dauer von einem Jahr Bundespräsident und Vizepräsident. Der Bundespräsident leitet die Sitzungen des Bundesrats, die in der Regel im Bundeshaus in Bern stattfinden.
Die einzelnen Mitglieder des Rates werden ebenfalls «Bundesrat» genannt; falls es aus sprachlichen Gründen nötig ist, zwischen der Behörde und dem Ratsmitglied zu unterscheiden, heisst das Kollegium auch «Gesamtbundesrat». Als weibliche Form ist heute «Bundesrätin» üblich. Ehemalige Ratsmitglieder werden als «alt Bundesrat» resp. «alt Bundesrätin» bezeichnet.

## Zusammensetzung

### Aktuelle Mitglieder
Der Bundesrat hat seit 1. April 2025 folgende Zusammensetzung (in der Reihenfolge der Anciennität, die bei den Wahlen eine Rolle spielt):

### Vertretung der Regionen

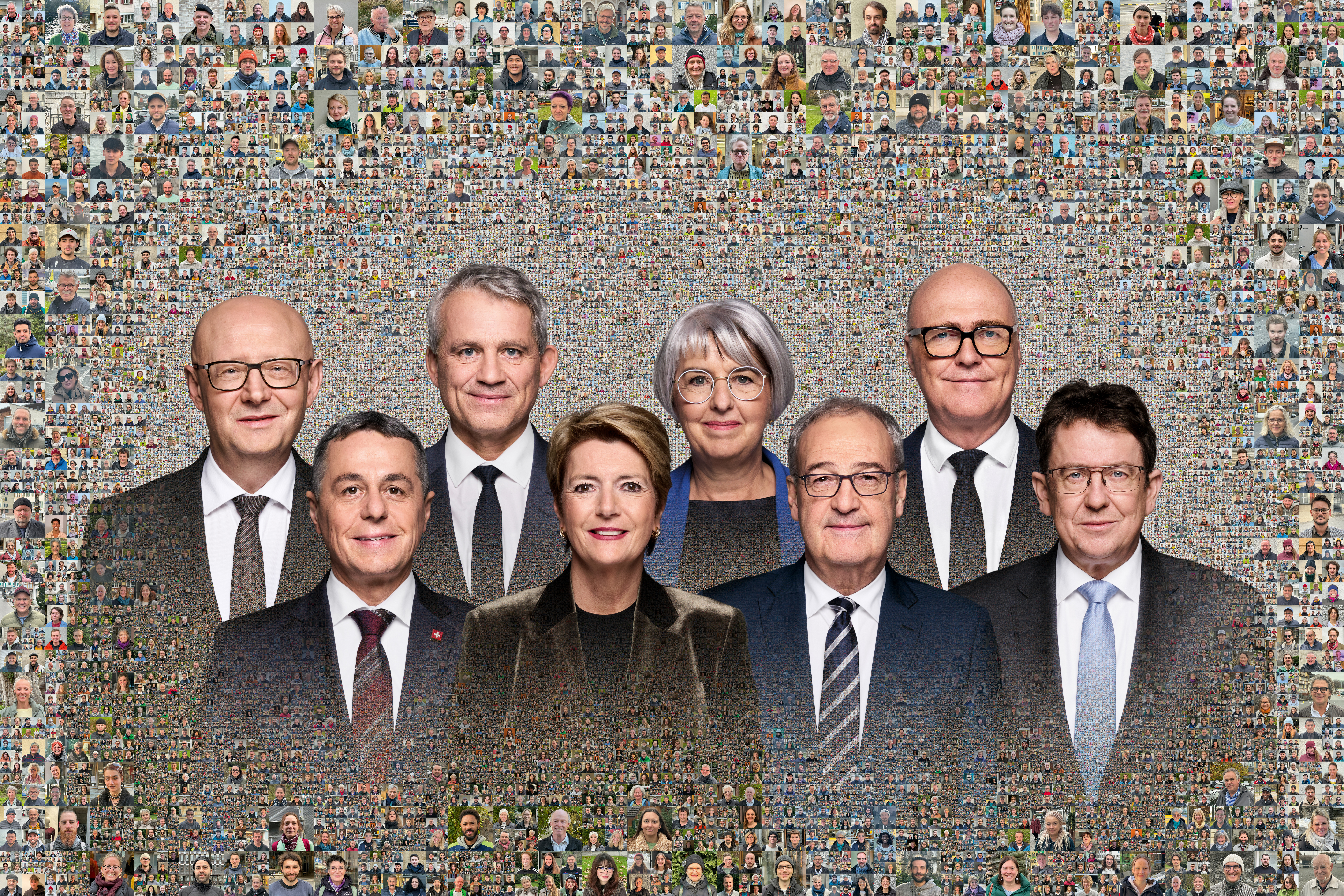
Offizielles Foto des Bundesrates 2025 (v. l. n. r.):
Viktor Rossi (Bundeskanzler)
Ignazio Cassis
Beat Jans
Karin Keller-Sutter (Bundespräsidentin 2025)
Elisabeth Baume-Schneider
Guy Parmelin (Vizepräsident 2025)
Martin Pfister
Albert Rösti

Die Bundesverfassung besagt in Art. 175 Abs. 4, dass «die Landesgegenden und Sprachregionen» im Bundesrat «angemessen vertreten» sein sollen. Eine statistische Auswertung zu der Frage, ob dies seit 1848 gelungen ist, findet sich unten im Abschnitt Regionen.

### Zauberformel
In der Schweiz herrscht eine Konkordanzdemokratie. Unter der Konkordanz wird der Wille verstanden, möglichst viele verschiedene Parteien, Minderheiten und gesellschaftliche Gruppen in einen Prozess einzubeziehen und Entscheidungen durch Herbeiführung eines Konsenses zu treffen. Die Konkordanz wird bei der Zusammenstellung des Bundesrats vom Parlament berücksichtigt. Sie ist nicht in der Bundesverfassung verankert. Vielmehr ist sie während Jahrzehnten zur Tradition geworden.
Aufgrund der Konkordanz hat sich 1959 die sogenannte Zauberformel herausgebildet. Nach dieser Formel durften die drei wählerstärksten Parteien, SP, FDP und CVP (letztere wurde 2021 zu Die Mitte) je zwei und die viertstärkste, SVP, einen Sitz im Bundesrat beanspruchen. Diese Zusammensetzung blieb bis 2003 unverändert. Danach wechselte ein Sitz von der CVP zur SVP, nachdem diese zur wählerstärksten Partei aufgestiegen war. Die neue Zusammensetzung der 2:2:2:1-Formel wurde teilweise «neue Zauberformel» genannt oder weiterhin einfach «Zauberformel». 2008 bis 2015 wich die Zusammensetzung des Bundesrates von der «Zauberformel» ab: Nachdem ihre beiden Bundesratsmitglieder aus der SVP ausgetreten waren, war die SVP, obwohl stimmenstärkste Partei, 2008 zunächst mit keinem, ab Ende 2008 nur mit einem Bundesrat vertreten. Von 2019 bis 2023 wurde die «Zauberformel» erneut nicht mehr eingehalten, da die Grünen in den National- und Ständeratswahlen vorübergehend zur viertstärksten Partei aufgestiegen, jedoch weiterhin nicht im Bundesrat vertreten waren. In den Parlamentswahlen 2023 wurde die Mitte wieder viertstärkste Partei.

### Bundesratswahlen
Die Mitglieder des Bundesrates werden von der Vereinigten Bundesversammlung bestehend aus National- und Ständerat mit absolutem Mehr gewählt. Verschiedene Versuche zur Einführung der Volkswahl des Bundesrates blieben bisher erfolglos. Jeweils in der ersten Session des neu gewählten Parlaments, also zu Beginn seiner vierjährigen Legislaturperiode, findet eine Gesamterneuerungswahl des Bundesrates statt. Dazwischen werden jährlich von der Vereinigten Bundesversammlung aus den Bundesratsmitgliedern der Präsident (Bundespräsident) und der Vizepräsident des Bundesrates für das kommende Jahr bestimmt. Falls ein einzelner Bundesrat vor Ablauf der Amtszeit zurücktritt, wird ein Nachfolger gewählt, der aber nur bis zur nächsten Gesamterneuerungswahl gewählt ist. In der zweiten Hälfte des 19. Jahrhunderts war die Komplimentswahl üblich: Amtierende Bundesräte kandidierten als Nationalräte, um sich ihre Legitimation als Regierungsmitglieder durch die Stimmberechtigten bestätigen zu lassen; erst danach folgte die Wiederwahl durch die Bundesversammlung.
Wählbar ist grundsätzlich jeder stimmberechtigte Schweizer Bürger. Bei jeder Wahl melden sich einige Bewerber aus dem «gewöhnlichen Volk». Im Laufe der Geschichte hat sich jedoch ein nicht leicht darzustellendes Wahlverfahren mit zahlreichen geschriebenen und ungeschriebenen Regeln entwickelt, dessen Ziel eine möglichst «gerechte», ausgewogene Vertretung der Bevölkerung im Sinne der schweizerischen Konkordanzdemokratie ist. Das Verfahren richtet sich nach Art. 175 BV und Art. 130, 131, 132, 133 und 134 ParlG.
Nach der Wahl von Simonetta Sommaruga in den Ersatzwahlen 2010 erhielt der Bundesrat erstmals eine Frauenmehrheit (vergleiche Frauenanteile ab 1971), die er mit der Wahl Alain Bersets als Nachfolger der nicht mehr kandidierenden Micheline Calmy-Rey auf 1. Januar 2012 wieder verlor. Danach beruhte die Zusammensetzung des Bundesrats auf den Gesamterneuerungswahlen des Bundesrates vom 9. Dezember 2015 sowie der Ersatzwahl vom 20. September 2017. Bei der Bundesratswahl vom 5. Dezember 2018 wurden Viola Amherd (CVP) und Karin Keller-Sutter (FDP) als Ersatz für die zurückgetretenen Bundesräte Johann Schneider-Ammann (FDP) und Doris Leuthard (CVP) gewählt. Amherd und Keller-Sutter haben ihr Amt am 1. Januar 2019 angetreten. An den Gesamterneuerungswahlen des Bundesrates vom 11. Dezember 2019 wurde die amtierende Regierung bestätigt.
Am 7. Dezember 2022 fand die ergänzende Bundesratswahl 2022 statt, da Ueli Maurer (SVP) und Simonetta Sommaruga (SP) ihren Rücktritt per Ende Jahr angekündigt hatten. Gewählt wurden Albert Rösti (SVP) und Elisabeth Baume-Schneider (SP). An den letzten Gesamterneuerungswahlen des Bundesrates vom 13. Dezember 2023 wurde Beat Jans (SP) als Bersets Nachfolger gewählt.

### Ausscheiden aus dem Amt
Eine Nichtwiederwahl eines amtierenden Bundesrates, der sich wieder zur Wahl stellt, ist nicht üblich und geschah seit 1848 erst viermal, in jüngster Zeit wurden am 10. Dezember 2003 Bundesrätin Ruth Metzler-Arnold und am 12. Dezember 2007 Bundesrat Christoph Blocher nicht wiedergewählt. Es gibt auch keine Amtszeitbegrenzung. Nach der Rentenregelung im Jahr 1919 wurden Langzeitbundesräte zur Ausnahme. Daraus ergibt sich eine Amtsdauer von durchschnittlich rund zehn Jahren. Der längstdienende Bundesrat war Karl Schenk von 1864 bis 1895; die längstdienenden Bundesräte im 20. Jahrhundert waren Giuseppe Motta von 1911 bis 1940 und Philipp Etter von 1934 bis 1959. Für gewöhnlich scheidet daher ein Bundesrat auf eigenen Wunsch aus der Behörde aus. Er richtet sein Rücktrittsgesuch an den Nationalratspräsidenten und nennt darin den Zeitpunkt des Rücktritts. Dieser muss nicht mit dem Ende der Legislatur übereinstimmen. In der Wortwahl unterscheidet man je nach Zeitpunkt der Wahl des Nachfolgenden zwischen "Rücktritt" (Wahl des nachfolgenden Bundesrats während der Legislatur) und "Nichtwiederantritt" (Wahl des nachfolgenden Bundesrats zu Beginn der Legislatur nach Parlamentswahlen).
Da ein parlamentarisches Misstrauensvotum in der Verfassung nicht vorgesehen ist, können Bundesräte während der Legislaturperiode nicht abgesetzt werden. Im Falle einer Strafverfolgung gegen ein Mitglied des Bundesrates wegen einer strafbaren Handlung, die sich unmittelbar auf seine amtliche Tätigkeit oder Stellung bezieht, kann die Vereinigte Bundesversammlung «die vorläufige Einstellung im Amt» beschliessen (Art. 14 Abs. 5 VG). Diese Bestimmung ist noch nie zur Anwendung gelangt. Aufgrund massiven äusseren Drucks musste jedoch Elisabeth Kopp ihren Rücktritt einreichen. Eine Vakanz entsteht auch, wenn ein Bundesrat im Amt stirbt, so letztmals bei Bundesrat Willi Ritschard 1983.
Bis 2009 war auch das Vorgehen im Falle einer dauernden Handlungsunfähigkeit eines Bundesrates nicht geregelt. Als Bundesrat Jean Bourgknecht im Mai 1962 einen Schlaganfall erlitt, wurde das damit entstandene Problem der Amtsunfähigkeit eines Mitgliedes des Bundesrates ad hoc gelöst, wenn auch aus heutiger Sicht auf rechtlich problematische Art und Weise, indem drei Familienangehörige des Bundesrates am 3. September 1962 in seinem Namen den Rücktritt erklärten. Diese Lücke wurde erst nach einer parlamentarischen Initiative von 2005 mit der Revision des Parlamentsgesetzes vom 3. Oktober 2008 (Inkrafttreten am 2. März 2009) geschlossen. Dessen Art. 140a legt nun fest, dass im Falle einer voraussichtlich langandauernden Amtsunfähigkeit eines Mitglieds des Bundesrates infolge schwerwiegender gesundheitlicher Probleme oder Einwirkungen, die ihn daran hindern, an seinen Arbeitsplatz zurückzukehren, die Vereinigte Bundesversammlung auf Antrag des Büros derselben oder des Bundesrates die Amtsunfähigkeit feststellt.

## Regierungsform

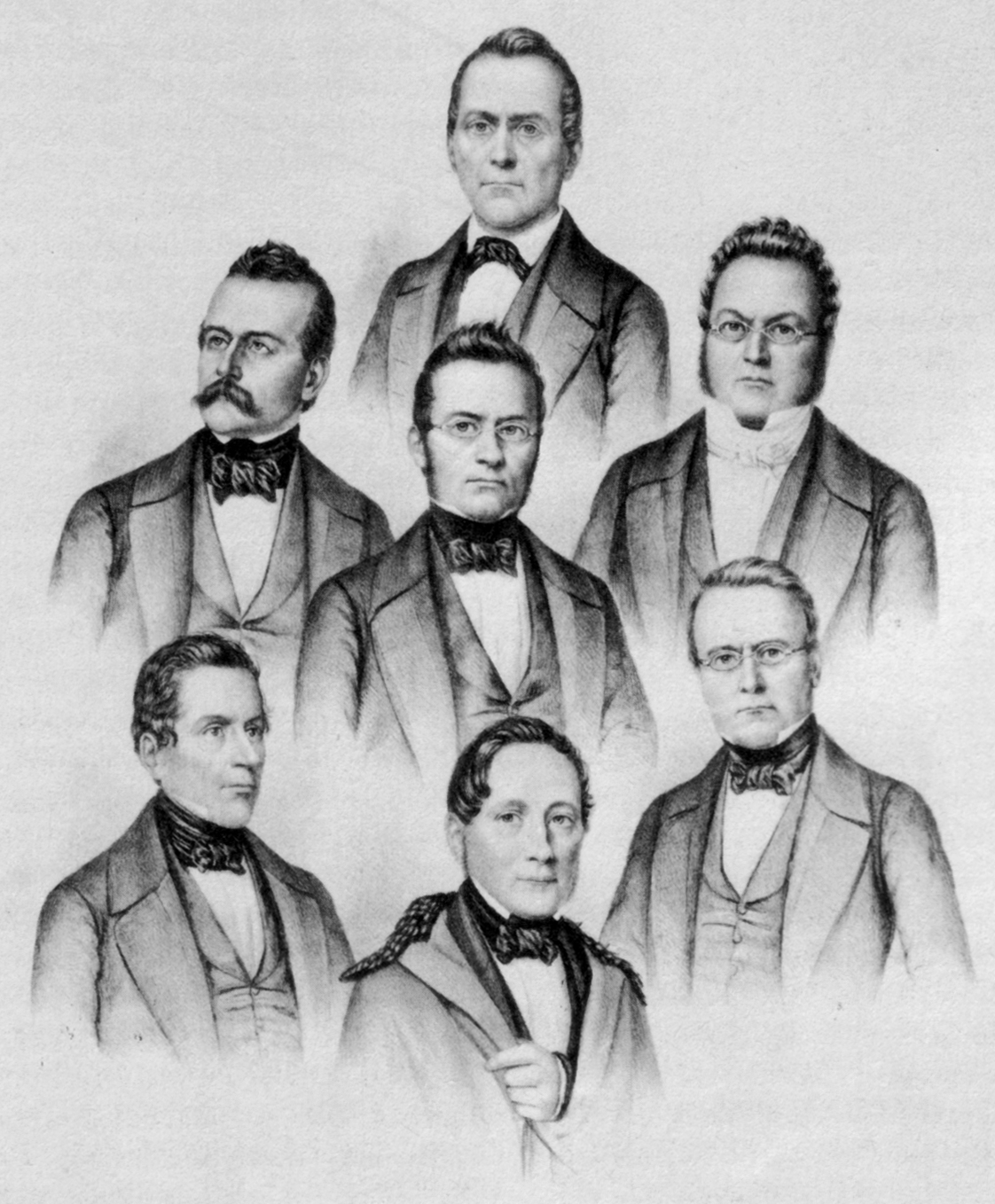
Der erste Bundesrat der Schweiz, gewählt am 16. November 1848

Als Kollegialbehörde (Art. 177 Abs. 1 BV) unterscheidet sich der Bundesrat teils erheblich von den Regierungen anderer demokratischer Staaten. Die sieben Mitglieder sind gleichberechtigt und für eine Periode von vier Jahren fest gewählt. Der Bundesrat als Ganzes (und nicht der Bundespräsident) übt auch die protokollarischen Funktionen aus, die in anderen Ländern dem Staatsoberhaupt obliegen (ein solches Amt sieht die Bundesverfassung nicht vor).
Bei der Schaffung des Bundesrates dienten das französische Direktorium der Revolutionszeit und antike griechische Behörden (Archonten) als Vorbild. Die Schweiz ist das einzige Land der Welt, welches dieses System angepasst und anstelle eines Westminster-Systems oder eines präsidentiellen Regierungssystems als Regierungsform übernommen hat. Es stellt somit politikwissenschaftlich ein Direktorialsystem dar.

### Departementsprinzip
Die sieben Bundesräte stehen als «Departementsvorsteher» je einem Departement der Bundesverwaltung vor (Departementalprinzip). Insofern sind sie vergleichbar mit Ministern anderer Länder; umgangssprachlich und in den Medien sind für die Departementsvorsteher auch Bezeichnungen wie «Energieministerin X» oder «Sportminister Y» üblich. Jeder Bundesrat hat jedoch über sein Departement hinaus erhebliche Mitsprache- und Einflussmöglichkeiten, da der Gesamtbundesrat für sämtliche Geschäfte aller Departemente zuständig ist. Die Bundesräte beschliessen mit Mehrheitsentscheiden gemeinsam über alle Geschäfte.
Die Verteilung der Departemente wird jeweils nach der Bundesratswahl durch die Bundesräte selber vorgenommen, es gibt kein Mitwirkungsrecht des Parlaments. Dabei wird nach dem «Anciennitätsprinzip» vorgegangen: Der amtsälteste Bundesrat nennt zuerst sein Wunsch-Departement, anschliessend der zweitälteste und so weiter. Neu gewählten Mitgliedern des Bundesrates wird das verbleibende Departement angeboten. Falls sich die Mitglieder des Bundesrates nicht auf eine Zuteilung der Departemente einigen können, kann eine Abstimmung den Entscheid herbeiführen.

### Kollegialitätsprinzip

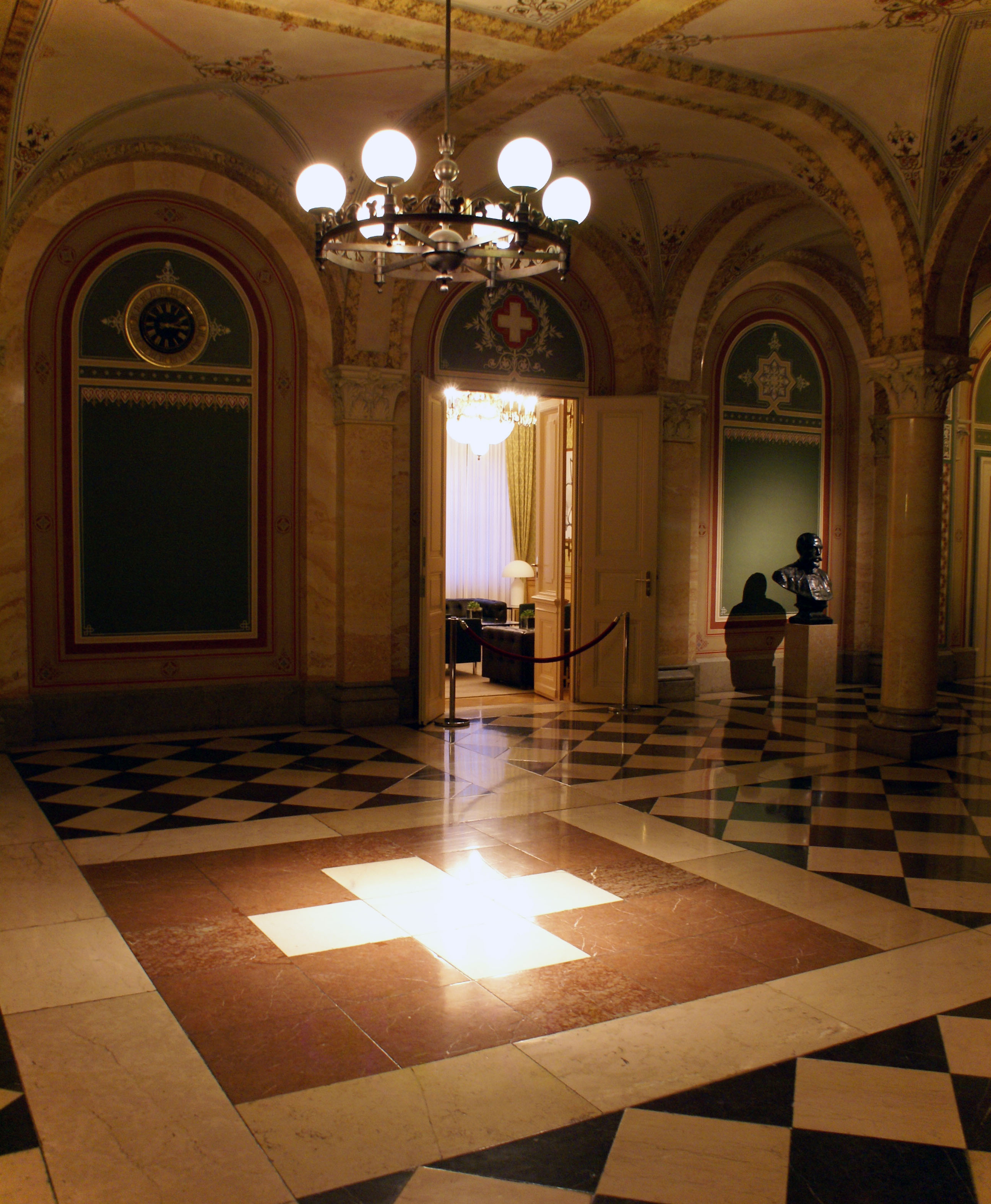
Der Eingang zum Bundesratssitzungszimmer

Ein bedeutsamer Unterschied zwischen Regierungsmitgliedern anderer Länder und den Schweizer Bundesräten besteht darin, dass ein Bundesrat Teil des kollektiven Staatsoberhauptes ist. Laut Bundesverfassung gilt (Art. 177 Abs. 1): «Der Bundesrat entscheidet als Kollegium.» Der Bundespräsident ist kein Regierungschef mit Weisungsbefugnis oder Richtlinienkompetenz. Selbst im äussersten Fall hat er den übrigen Bundesräten nur den Stichentscheid bei einer sonst unentschiedenen Abstimmung im Gesamtbundesrat voraus.
Nach dem Kollegialitätsprinzip muss der zuständige Departementsvorsteher die vom Kollegium mit Mehrheitsentscheid gefassten Bundesratsbeschlüsse vor Parlament und Öffentlichkeit auch dann vertreten, wenn er den getroffenen Entscheid eigentlich ablehnt. Von alters her ist es als ausnahmsweise zulässig betrachtet worden, dass ein Bundesrat eine von einem Bundesratsbeschluss abweichende Meinung öffentlich kundtut, wenn er sich auf Gewissensgründe beruft und die Entscheidung nicht unter die Bearbeitung des eigenen Departements fällt. In neuerer Zeit ist jedoch immer öfter zu beobachten, dass einzelne Bundesräte Entscheide des Kollegiums mehr oder weniger offen zu desavouieren versuchen. So werden Sinn und Unsinn des Kollegialitätsprinzips auch immer wieder in den Medien und in politischen Gremien thematisiert.

### Bundespräsident und Vizepräsident
Die Vereinigte Bundesversammlung wählt jedes Jahr aus den sieben Bundesräten den Bundespräsidenten sowie den Vizepräsidenten des Bundesrates. Gemäss Tradition werden diese Positionen der Reihe nach allen Mitgliedern des Bundesrates übertragen. Ein neues Bundesratsmitglied wird üblicherweise erst zum Vizepräsidenten und anschliessend zum Bundespräsidenten gewählt, nachdem es unter dem Präsidium aller amtsälteren Kollegen gewirkt hat. Der Bundespräsident kann nicht als Staatsoberhaupt oder als Regierungschef der Schweiz bezeichnet werden, da er als erster unter Gleichen (→ primus inter pares) keine erweiterten Rechte hat. Ihm werden Repräsentationsaufgaben als Stellvertreter des Gesamtbundesrates übergeben, und er leitet die Bundesratssitzungen.
Weil die Schweiz kein Staatsoberhaupt hat, pflegt sie auch keine Staatsbesuche abzustatten. Wenn sich der Bundespräsident ins Ausland begibt, dann tut er dies nur als zuständiger Departementsvorsteher. Jedoch gelten hier auch Ausnahmen. So vertritt der Bundespräsident die Schweiz an Versammlungen von Staatsoberhäuptern (beispielsweise an der Generalversammlung der Vereinten Nationen).
Gemäss der protokollarischen Rangordnung in der Schweiz ist der Bundespräsident der höchste Schweizer.

Der Bundesrat mit Bundeskanzler und Vizekanzlern (1971)

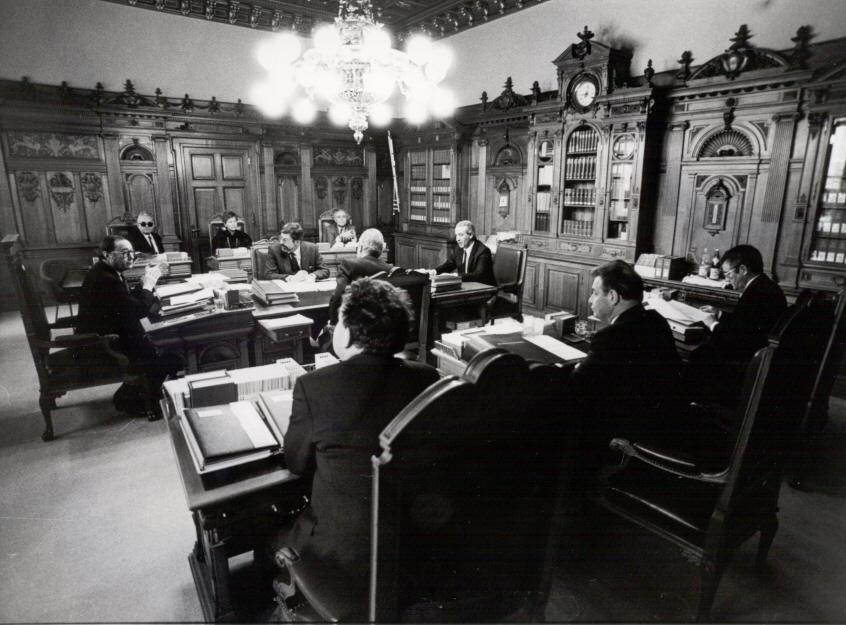
Der Bundesrat und in der Mitte Bundeskanzler und Vizekanzler (1987)

### Rolle des Bundeskanzlers
Die sieben Mitglieder des Bundesrats werden durch den Bundeskanzler oder die Bundeskanzlerin unterstützt. Dieser bzw. diese leitet die Schweizerische Bundeskanzlei (BK), die Stabsstelle des Bundesrates. Von 2016 bis 2023 war Walter Thurnherr (Die Mitte/AG) Bundeskanzler. Zum Nachfolger per Anfang 2024 gewählt wurde Viktor Rossi (GLP/BE).
Das offizielle Bundesratsfoto zeigt die Mitglieder des Bundesrats zusammen mit dem Bundeskanzler.

### Verhältnis zum Parlament
Gemäss Art. 144 Abs. 1 der Bundesverfassung kann ein Bundesrat nicht zugleich Mitglied des Parlaments sein. Trotzdem pflegen die Bundesräte üblicherweise einen regen Kontakt mit der Fraktion ihrer Partei. Sie nehmen an den Fraktionssitzungen mit beratender Stimme teil, dürfen aber – im Gegensatz zu Fraktionsmitgliedern – weder Anträge stellen noch abstimmen.

### Bundesratssitzungen
Der Bundesrat behandelt rund 2500 Geschäfte jährlich in seinen Bundesratssitzungen. Im 2021 wurden sogar 3085 Geschäfte behandelt, davon 1876 Vorstösse aus dem Parlament. In der Regel trifft sich der Bundesrat nur einmal wöchentlich, so dass die Vorbereitung und Organisation der Sitzung massgeblich zur Effizienz beitragen, wofür die Bundeskanzlei zuständig ist. Hierbei spielt die Ausgestaltung der Traktandenliste eine wichtige Rolle, welche vier Listen umfasst und Farben unterscheidet: blau, grün, orange und weiss. Die unbestrittenen Geschäfte (orange Liste) werden in der Regel rasch genehmigt. Ähnliches gilt für die parlamentarischen Vorstösse (blaue Liste). Traktanden mit grosser politischer Bedeutung (weisse Liste) oder vertrauliche Geschäfte (grüne Liste) werden einzeln besprochen und entschieden.
Seit 1848 führt die Bundeskanzlei kurz gefasste Beschlussprotokolle der Bundesratssitzungen. Diese im 19. Jahrhundert handschriftlich verfassten Protokolle sind vom Bundesarchiv im Internet zugänglich gemacht worden (von 1848 bis 1972 mit Stand 2023). Detailliertere Notizen der Vizekanzler sind ab 1919 teilweise überliefert, teilweise auch auf Anweisung des Bundesrates vernichtet worden. Die Notizen ab 1981 sind vor der Vernichtung bewahrt worden. In der Regel sind die Beschlussprotokolle und Notizen während 30 Jahren für die Öffentlichkeit nicht zugänglich (sogenannte Schutzfrist gemäss Bundesgesetz über die Archivierung).

## Zuständigkeiten

### Verwaltungsbefugnisse
Der Bundesrat koordiniert die Regierungstätigkeit (Art. 180 Abs. 1 BV). Es ist seine wichtigste Aufgabe, sie jederzeit sicherzustellen; die Regierungstätigkeit hat gegenüber den anderen Aufgaben (z. B. den Verwaltungsaufgaben) Vorrang (Art. 6 Abs. 2 RVOG). Der Bundesrat muss die Bevölkerung ausserdem rechtzeitig und umfassend informieren, sofern keine Geheimhaltung nötig ist.
Dem Bundesrat obliegt die Leitung der Bundesverwaltung (Art. 178 Abs. 1 BV). Er trägt die Verantwortung, dass die Aufgaben der Verwaltung korrekt ausgeführt werden. Jeder Bundesrat verfügt in seinem Departement über grundsätzlich uneingeschränkte Weisungs- und Kontrollbefugnisse (Art. 38 RVOG). Ausserdem sorgt der Bundesrat für die Umsetzung des Bundesrechts, soweit sie nicht den Kantonen zusteht. Er überwacht die Umsetzung jedoch nur; der Vollzug des Bundrechts ist grundsätzlich Sache der Kantone. Ausnahmsweise kann der Bundesrat jedoch Verfügungen erstinstanzlich erlassen. Die Vollzugskompetenz des Bundesrat schliesst das Recht ein, eigene Vollzugsverordnungen zu erlassen.
Gegenüber den Kantonen existieren sogenannte Bundesgarantien, die der Bundesrat einlöst. So wahrt er die verfassungsmässige Ordnung in den Kantonen und unterstützt sie, sofern sie überfordert sind (Bundesintervention). Im Rahmen seiner Bundesaufsicht genehmigt er kantonale Erlasse, wo es die Durchführung des Bundesrechts verlangt; er kann gegen völkerrechtliche Verträge der Kantone oder interkantonale Konkordate Einspruch einlegen, die dann der Bundesversammlung zur Genehmigung vorgelegt werden; und er trifft Massnahmen, um die Einhaltung des Bundesrechts sicherzustellen. Schlussendlich hat der Bundesrat fiskalische Kompetenzen: Er erarbeitet den Finanzplan, entwirft den Voranschlag und erstellt die Staatsrechnung (Art. 4, Art. 19 und Art. 29 FHG). Die verbindlichen Beschlüsse fallen jedoch in die Zuständigkeit der Bundesversammlung.

### Notrecht
Gemäss Art. 185 Abs. 3 der Bundesverfassung (BV) kann der Bundesrat «unmittelbar gestützt auf diesen Artikel, Verordnungen oder Verfügungen erlassen, um eingetretenen oder unmittelbar drohenden schweren Störungen der öffentlichen Ordnung oder der inneren oder äusseren Sicherheit zu begegnen. Solche Verordnungen sind zu befristen.»
Gestützt auf diesen Verfassungsartikel hat der Bundesrat 2001 (Swissair-Grounding) und 2008 (Rekapitalisierung der UBS) unter Notrecht dringliche Kredite in ausserordentlicher Höhe gesprochen. Während der COVID-19-Pandemie regierte der Bundesrat zwischen dem 16. März 2020 und dem 19. Juni 2020 unter Notrecht. Im März 2023 ermöglichte der Bundesrat die Übernahme der in Schieflage geratenen Credit Suisse durch die UBS mittels Notrecht.

### Aussenpolitische Befugnisse
Die Aussenpolitik gilt traditionell als Prärogativ der Regierung – so auch in der Schweiz. Im Vergleich zu anderen Bereichen ist hier der Bundesrat grundsätzlich federführend. Nach Art. 184 Abs. 1 BV besorgt der Bundesrat «die auswärtigen Angelegenheiten unter Wahrung der Mitwirkungsrechte der Bundesversammlung». In seinen Aufgabenbereich fällt die Vertretung der Schweiz nach aussen: Er anerkennt fremde Staaten, besorgt den diplomatischen Verkehr und nimmt an internationalen Konferenzen und Veranstaltungen teil. Überdies verhandelt, unterzeichnet und ratifiziert er völkerrechtliche Verträge; deren Genehmigung ist jedoch Aufgabe der Bundesversammlung. Schlussendlich kann der Bundesrat Einspruch gegen völkerrechtliche Verträge der Kantone erheben.
Der Bundesrat ist ebenso verpflichtet, die äussere Sicherheit, die Unabhängigkeit und die Neutralität der Schweiz zu wahren. Zu diesem Zweck kann er Notverordnungen- und Verfügungen erlassen und Truppen aufbieten. Sobald der Bundesrat mehr als 4'000 Armeeangehörige aufbietet oder der Einsatz voraussichtlich länger als drei Wochen dauert, muss die Bundesversammlung unverzüglich einberufen werden (Art. 185 Abs 4).

### Rechtsetzungs- und Rechtsprechungsbefugnisse
Der Bundesrat ist massgeblich an der Rechtsetzung beteiligt, wobei seine Hauptaufgabe die Vorbereitung ist. Als gesetzgebende Gewalt beschliesst ausschliesslich die Bundesversammlung Gesetzes- und Verfassungsänderungen. Der Bundesrat unterbreitet ihr Entwürfe zu Verfassungsvorlagen und Bundesgesetzen. Er leitet zudem – ausser bei parlamentarischen Initiativen und Standesinitiativen – das Vorverfahren der Gesetzgebung. Der Bundesrat darf an den Verhandlungen des Parlamentes teilnehmen und Anträge stellen. Er veröffentlicht vor Volksabstimmungen das Abstimmungsbüchlein, in dem Erläuterungen der Vorlagen zuhanden der Stimmbürger stehen.
Der Bundesrat kann selbstständig rechtsetzend tätig werden, indem er Verordnungen erlässt, soweit ihn das Gesetz dazu ermächtigt (Art. 182 BV). In gewissen Fällen ist es ihm ebenso gestattet, Verordnungen zu erlassen, die direkt auf die Verfassung gestützt sind. Vor allem erlässt er jedoch sogenannte Vollzugsverordnungen, mit dem er Bestimmungen aus Bundesgesetzen vollzieht.
In einem sehr beschränkten Masse ist es dem Bundesrat erlaubt, rechtsprechend tätig zu werden (Art. 72 VwVG). Dieses Rechtsmittel verliert jedoch immer mehr an Bedeutung und findet nur in stark politisch geprägten Angelegenheiten Anwendung (etwa bei der Neutralität oder dem diplomatischen Schutz). Justizentscheide des Bundesrats können wegen Art. 189 Abs. 4 BV nicht vor dem Bundesgericht angefochten werden, ausser das Völkerrecht verlangt den Zugang zu einem Gericht (Art. 6 Ziff. 1 EMRK).

## Bezüge
Gemäss dem Bundesgesetz vom 6. Oktober 1989 über die Besoldung und berufliche Vorsorge der Magistratspersonen und die darauf gestützte Verordnung der Bundesversammlung vom selben Datum erhält ein Mitglied des Bundesrates einen jährlichen Bruttolohn von 456'854 Schweizer Franken (Stand 1. Januar 2022). Ein Bundesrat erhält auf seinem Bruttojahreseinkommen denselben Teuerungsausgleich wie das Bundespersonal. Zudem wird als (nicht steuerpflichtige) Spesenentschädigung eine jährliche Repräsentationszulage von 30'000 Franken (nicht indexiert) ausgerichtet. Der Bundespräsident erhält zusätzlich zu den genannten Beträgen eine Entschädigung in Höhe von 12'000 Franken während des einjährigen Präsidialjahres. Entstehende Kosten für Telekommunikation (Festnetz, Mobiltelefon, PC) werden von der Bundesverwaltung übernommen.
Überdies haben die Mitglieder der Landesregierung jeweils Anspruch auf ein Repräsentations- und ein Dienstfahrzeug. Unter anderem bei Zeitdruck kann ein Hubschrauber oder Jet vom Lufttransportdienst des Bundes beansprucht werden. Ein Bundesrat erhält darüber hinaus ein Generalabonnement (GA) der Schweizerischen Bundesbahnen in der ersten Klasse. Bis Ende 2023 wurde dem Bundesrat ausserdem kostenlos ein GA für die Seilbahnen in der Schweiz zur Verfügung gestellt. Nachdem das Bundesamt für Justiz den Sachverhalt abklärte, wurde erklärt, dass die Annahme der Dauerfreikarten der Seilbahnen Schweiz unter Umständen als Verstoss gegen das Verbot der Vorteilsannahme gewertet werden kann. Deshalb liess sich der Bundesrat die Seilbahn-GA's für das Jahr 2024 in Rechnung stellen. Am 27. März 2024 wurde schliesslich entschieden, ab dem Jahr 2025 auf den Kauf der Abonnemente von den Seilbahnen Schweiz zu Gunsten der Mitglieder des Bundesrates, der Bundeskanzlerin, respektive des Bundeskanzlers sowie deren Partnerinnen und Partnern zu verzichten.
Mitglieder des Bundesrates erhalten nach ihrem Ausscheiden aus dem Amt ein jährliches Ruhegehalt in der Höhe des halben Bruttolohns eines amtierenden Mitglieds (Stand 1. Januar 2022: 228’427 Franken), wenn sie nach mindestens vier Amtsjahren oder aus gesundheitlichen Gründen früher aus dem Amt ausscheiden. Solange ein ehemaliges Mitglied des Bundesrates ein Erwerbseinkommen erzielt, das zusammen mit dem Ruhegehalt die Jahresbesoldung eines amtierenden Magistraten übersteigt, wird das Ruhegehalt um den Mehrbetrag gekürzt (Art. 5 der Verordnung). Das Einkommen, welches das Vermögen abwirft (Zinsen, Dividenden usw.), wird nicht angerechnet; entgegen einem Antrag in den Beratungen des Parlamentes im Jahre 1989, welcher abgelehnt wurde. Witwen und Waisen von Mitgliedern des Bundesrates, welche im Amt verstorben sind oder ein Ruhegehalt erhalten haben, haben Anspruch auf eine Witwen- bzw. Waisenrente. Anders als alle anderen Arbeitnehmer müssen Mitglieder des Bundesrates von ihrem Lohn keine eigenen Beiträge für die «Zweite Säule» der beruflichen Vorsorge entrichten.
Das Ruhegehalt wurde 1919 eingeführt. Man wollte damit auch entgegenwirken, dass Bundesräte aus finanziellen Überlegungen bis zu ihrem Tod im Amt bleiben. Von 1848 bis 1919 starben 18 von 46 Magistraten im Amt; andere waren nach ihrem Ausscheiden aus dem Amt mangels Pension gezwungen, eine Erwerbstätigkeit aufzunehmen, die mit der Stellung als ehemaliger Bundesrat nur schwer vereinbar erscheint. Willi Ritschard war 1983 der letzte Bundesrat, der im Amt verstarb (= Amtstod).

## Vertretung seit 1848

### Kantone
Bis zum Jahr 1999 war es per Bundesverfassung immer nur möglich gewesen, pro Kanton höchstens einen Bundesratssitz zu besetzen. Die Zuordnung aller Bundesratssitze seit 1848 zu Kantonen ergibt folgendes Bild:
| Kanton                 | Anzahl Bundesräte |
| ---------------------- | ----------------- |
| Zürich                 | 20                |
| Bern                   | 15                |
| Luzern                 | 05                |
| Uri                    | 0                 |
| Schwyz                 | 0                 |
| Obwalden               | 01                |
| Nidwalden              | 0                 |
| Glarus                 | 01                |
| Zug                    | 03                |
| Freiburg               | 04                |
| Solothurn              | 06                |
| Basel-Stadt            | 03                |
| Basel-Landschaft       | 01                |
| Schaffhausen           | 00 *              |
| Appenzell Ausserrhoden | 02                |
| Appenzell Innerrhoden  | 02                |
| St. Gallen             | 06                |
| Graubünden             | 04                |
| Aargau                 | 05                |
| Thurgau                | 03                |
| Tessin                 | 08                |
| Waadt                  | 15                |
| Wallis                 | 04                |
| Neuenburg              | 09                |
| Genf                   | 05                |
| Jura                   | 01                |

### Regionen
Mit der in der Volksabstimmung vom 7. Februar 1999 angenommenen und gleichzeitig in Kraft getretenen Verfassungsänderung wurde die kantonsbezogene Regelung ersetzt durch die Bestimmung, dass «die Landesgegenden und Sprachregionen» im Bundesrat «angemessen vertreten» sein sollen. Seither tritt der Aspekt der Regionen bei der Bundesratswahl stärker in den Vordergrund. Neben den Sprachregionen sind die vom Bundesamt für Statistik definierten Grossregionen der Schweiz zu beachten. Eine Auswertung nach Grossregionen für den Zeitraum 1848 bis 2018 ergab Folgendes:
| Grossregion       | Anzahl Bundesräte | Abweichung im Vergleich zur Bevölkerungszahl |
| ----------------- | ----------------- | -------------------------------------------- |
| Espace Mittelland | 33                | 3 Sitze zu viel                              |
| Genferseeregion   | 24                | 4 Sitze zu viel                              |
| Zürich            | 20                | 1 Sitz zu viel                               |
| Ostschweiz        | 17                | 1 Sitz zu wenig                              |
| Tessin            | 08                | 3 Sitze zu viel                              |
| Zentralschweiz    | 08                | 2 Sitze zu wenig                             |
| Nordwestschweiz   | 09                | 7 Sitze zu wenig                             |

Hierbei zeichnet sich ab, dass insbesondere die Region Nordwestschweiz bei der Vertretung in der Landesregierung zu wenig berücksichtigt wurde. Dies gilt vor allem für die Region Basel, die einen Grossteil der Nordwestschweiz ausmacht. Für diese Region wird das noch zusätzlich verfälscht, als der Kanton Solothurn als ganzes dem Espace Mittelland zugerechnet sowie der Kanton Aargau als ganzes der Grossregion Nordwestschweiz zugerechnet werden. Von den Aargauern Bundesräten stammte bisher kein einziger aus dem Nordwestschweizer Teil des Kantons; von den Solothurner Bundesräten nur gerade einer (Otto Stich aus Dornach – ca. 10 km vor den Toren von Basel). Ebenso werden der Kanton Jura und der Berner Jura (der noch keinen Bundesrat stellte) wie auch der Kanton Neuenburg dem Espace Mittelland zugerechnet.
Der Kanton Basel-Landschaft stellte seit 1848 nur einmal einen Bundesrat: Emil Frey (1891–1897). Der Kanton Basel-Stadt stellte dreimal einen Bundesrat, letztmals mit der Wahl von Beat Jans im Jahr 2023. Aus der eigentlichen Region Nordwestschweiz sind somit nur gerade 5 Bundesräte – die Untervertretung der Region Basel ist somit noch viel stärker als durch diese Tabelle nach statistischen Grossregionen dargestellt.
Nach der Einführung der Neuregelung 1999 sah sich die italienische Schweiz im Vergleich zur französischsprachigen Romandie benachteiligt. Erst im Jahr 2017 wurde wieder ein Politiker aus der italienischsprachigen Region Bundesrat (weitere Angaben hier).

## Besonderheiten

### Auslandsreisen und Staatsbesuche
Für lange Zeit waren Auslandsreisen des Bundesrates vor allem wegen der Schweizer Neutralität verpönt. Die Schweiz liess sich im Ausland fast ausschliesslich durch ihre Botschafter und andere Diplomaten vertreten – wobei die Schweiz erst seit den 1950er Jahren überhaupt Botschafter ernannte. (Die Vertretung erfolgte vorher durch Diplomaten im Rang des Ministers.) Andere Gründe waren die Sparsamkeit und die Rückbesinnung auf das eigene Land.
Ein Umdenken geschah mit der Ermordung des US-Präsidenten John F. Kennedy im Jahr 1963. In einer dringlichen Sitzung wurde erörtert, inwiefern die Reise eines Bundesrates zu Kennedys Trauerfeier einen Präzedenzfall schaffen würde. Der Bundesrat kam zum Schluss, dass die Abwesenheit des Bundesrates der Schweizer Bevölkerung nur schwer zu vermitteln wäre und dass man bei diesem Besuch auch gleich die amerikanischen Schutzzölle auf Uhren ansprechen könne. So wurde schliesslich der Bundesrat Friedrich Traugott Wahlen an die Trauerfeier gesandt, der zu jener Zeit Aussenminister war. Dabei kam es auch zu einem offiziellen Treffen mit dem US-Aussenminister Dean Rusk.
Üblicherweise vertritt der Bundespräsident das Land, insbesondere auf Staatsbesuchen und bei Sitzungen internationaler Organisationen. Trotz der von Kennedys Ermordung eingeleiteten Öffnung sind Auslandsreisen von Bundesräten erst seit dem Zerfall der Sowjetunion (1990) zum Normalfall geworden.

### Bundesratssitzungen «extra muros»
Der Gesamtbundesrat begann im Jahr 2010, manche seiner Sitzungen ausserhalb des Bundeshauses («extra muros»; lateinisch wörtlich «ausserhalb der Stadtmauern») abzuhalten, um die Verbundenheit mit den diversen Landesteilen auszudrücken. So tagte er seither in den Kantonen Tessin, Jura (2010), Uri, Wallis, Basel-Stadt (2011) und Schaffhausen (2012). Per 24. April 2013 besuchte der Bundesrat das Schloss in Prangins im Kanton Waadt; unter anderem fand ein Zusammentreffen mit den Einwohnern von Nyon statt. Am 16. April 2014 tagte der Bundesrat zum achten Mal «extra muros», nunmehr im Kanton Schwyz, wo ein Treffen mit der Bevölkerung im Mythenforum stattfand. Am 25. April 2015 besuchte der Bundesrat die Bevölkerung des Kantons Freiburg auf dem Rathausplatz. Der Bundesrat führte seine externe Sitzung am 25. April 2016 im Kanton Waadt durch und begegnete der Bevölkerung auf der Place Saint-François. Der Rathausplatz im Kanton Glarus war Ziel des Bundesrates für seine Sitzung am 31. August 2016. Die auswärtige Bundesratssitzung 2017 fand am 29. März im Kanton Solothurn statt, ein Treffen mit der Bevölkerung erfolgte auf dem Kronenplatz. Am 28. März 2018 fand die auswärtige Sitzung des Bundesrates in St. Gallen statt. Am 15. Mai 2019 hielt der Bundesrat eine ordentliche Sitzung «extra muros» im Kanton Zürich ab. Am 13. Oktober 2021 hielt der Bundesrat eine Sitzung in Kriens in der Hochschule Luzern – Musik ab und traf sich anschliessend im Verkehrshaus Luzern zu einem Apero mit der Bevölkerung. Am 27. April 2022 tagte der Bundesrat im Kernforschungszentrum CERN im Kanton Genf. Einzig die positiv auf COVID-19 getestete Bundesrätin Simonetta Sommaruga war nicht anwesend. Am 12. Oktober 2022 fand die Sitzung im Kloster St. Johann in Müstair statt. Bis auf Sommaruga, welche mit dem Postauto anreiste, sind alle Bundesräte mit Superpuma-Helikoptern der Schweizer Armee angereist. Seine 18. Sitzung «extra muros» hielt der Bundesrat am 26. April 2023 im Kunstmuseum Winterthur ab, hierfür reiste der Bundesrat mit dem Zug aus Bern an. Die 19. Bundesratssitzung «extra muros» vom 24. April 2024 wurde im Grossratsgebäude des Kantons Aargau abgehalten, womit sie erstmals im Kanton Aargau stattfand. Wie bereits in Winterthur erfolgte die Anreise des Bundesrates per Zug. Unter anderem hat der Bundesrat beschlossen, dass er über die Auszahlung der Beiträge an das Hilfswerk der Vereinten Nationen für Palästina-Flüchtlinge im Nahen Osten (UNRWA) zu einem späteren Zeitpunkt entscheiden wird. Der Bundesrat wird am 9. April 2025 eine Sitzung «extra muros» in Neuenburg abhalten; zudem ist ein Treffen mit der Bevölkerung, dem Neuenburger Staatsrat und dem Gemeinderat der Stadt Neuenburg vorgesehen.

### Neujahrsempfang
Jedes Jahr, in der ersten Januarwoche, lädt der Bundespräsident das ausländische diplomatische Corps in Bern zum Neujahrsempfang ins Bundeshaus ein.

### Bundesratsreise

Bundesratsreisli 1972 im Tessin

Seit 1957 lädt der amtierende Bundespräsident seine Kolleginnen und Kollegen zu einem zweitägigen Ausflug ein, seit 1961 in der Regel in seinen Heimatkanton. Umgangssprachlich wird von Bundesratsreisli (schweizerdeutsch für «kleine Bundesratsreise») oder früher Schulreise des Bundesrates gesprochen. Die Reise findet jeweils im Anschluss an die letzte Bundesratssitzung vor den Sommerferien statt. Schon vor 1957 gab es Reisen des Gesamtbundesrates, so etwa zur Waadtländer Fête des Vignerons im Jahre 1927 oder an die Landsgemeinde Appenzell Ausserrhoden 1938.

## Bundesratssprecher
Seit dem Jahr 2000 hat die Schweiz eine Bundesratssprecherin oder einen Bundesratssprecher. Für die Aufgabe bestimmt der Bundesrat ein leitendes Mitglied (Vizekanzler) der Bundeskanzlei. Bis zum 31. März 2025 war Vizekanzler Andrea Arcidiacono Bundesratssprecher.